# Fritz Trenkle
Fritz Trenkle (* 1920 in Regensburg; † 1996 in Freising) war ein deutscher Fachmann für Funktechnik.

## Leben
Er leitete bei der Luftwaffe der Wehrmacht während des Zweiten Weltkriegs bis 1944 eine Instandsetzungswerkstätte für Funkgeräte. Im letzten Kriegsjahr war er als Entwickler bei der Flugfunkforschung eingesetzt und mit Funknavigations- und Funkmeßgerätetechnik beschäftigt.
Nach Kriegsende arbeitete Trenkle in der Industrie im Bereich kommerzielle Funktechnik und von 1960 bis zu seiner Pensionierung 1983 bei der Deutschen Forschungs- und Versuchsanstalt für Luft- und Raumfahrt (DFVLR) als Gruppenleiter im Bereich Ausrüstung von Forschungsflugzeugen. Ferner war er der Autor zahlreicher Werke, die sich mit Funkmess- und Funkstörverfahren befassen.

## Werke
- Bordfunk-Geräte der deutschen Luftwaffe 1939–1945, Ausschuss für Funkortung, Düsseldorf 1959.
- Deutsche Ortungs- u[nd] Navigationsanlagen, Dt. Ges. f. Ortung u. Navigation e. V., Sonderbücherei d. Ortung u. Navigation, Düsseldorf 1966.
- Die deutschen Funkmessverfahren bis 1945, Motorbuch-Verlag, Stuttgart 1979, 1. Aufl.
- Die deutschen Funk-Navigations- und Funk-Führungsverfahren bis 1945, Motorbuch-Verlag, Stuttgart 1979, 1. Aufl.
- Die deutschen Funkpeil- und -Horch-Verfahren bis 1945, AEG-Telefunken, Anlagentechnik, Geschäftsbereich Hochfrequenztechnik, Ulm 1981.
- Die deutschen Funkstörverfahren bis 1945, AEG-Telefunken, Anlagentechnik, Geschäftsbereich Hochfrequenztechnik, Ulm 1981.
- Die deutschen Funkpeil- und -Horch-Verfahren bis 1945, AEG-Telefunken-Aktiengesellschaft, Frankfurt am Main 1982.
- Die deutschen Funkstörverfahren bis 1945, AEG-Telefunken-Aktiengesellschaft, Frankfurt am Main 1982.
- Die deutschen Funkmessverfahren bis 1945, Hüthig, Heidelberg 1986.
- Bordfunkgeräte – vom Funkensender zum Bordradar, Bernard und Graefe, Koblenz 1986. ISBN 978-3-7637-5289-8
- Die deutschen Funkführungsverfahren bis 1945, Hüthig, Heidelberg 1987. ISBN 3-7785-1647-7
- Die deutschen Funklenkverfahren bis 1945, Hüthig, Heidelberg 1987, 2. Auflage.
- Einführung in Luftdatensysteme, Thomas, Fürstenfeldbruck 1999, 1. Auflage.